# Slave Ambient
Slave Ambient è il secondo album discografico in studio del gruppo musicale statunitense The War on Drugs, pubblicato nel 2011.

## Tracce
1. Best Night – 5:30
2. Brothers – 4:28
3. I Was There – 3:49
4. Your Love Is Calling My Name – 6:01
5. The Animator – 2:16
6. Come to the City – 4:31
7. Come for It – 0:27
8. It's Your Destiny – 4:49
9. City Reprise #12 – 3:05
10. Baby Missiles – 3:33
11. Original Slave – 3:11
12. Black Water Falls – 5:10

## Gruppo
- Adam Granduciel - voce, chitarre, armonica, altri strumenti
- Dave Hartley - basso, chitarre
- Robbie Bennett - piano, chitarra
- Mike Zanghi - batteria, percussioni
- Kurt Vile - chitarra